# Pedro Costa (cineasta)
Pedro Costa (Lisboa, 3 de março de 1959) é um realizador português, com reconhecimento internacional. Os seus trabalhos com maior destaque terão sido, primeiro, a trilogia "Cartas das Fontainhas", composta pelos filmes Ossos (Veneza), No Quarto da Vanda (Cannes e Locarno) e Juventude em Marcha (Cannes) e, posteriormente, pelo díptico Cavalo Dinheiro (Locarno) e Vitalina Varela (Locarno).
É filho do jornalista e realizador de televisão Luís Filipe Costa.
Estudou na Escola Superior de Teatro e Cinema do Instituto Politécnico de Lisboa, tendo sido aluno, entre outros professores, do cineasta António Reis, que sobre si exercerá uma grande influência. Realizou a sua primeira longa-metragem no ano de 1989: O Sangue. No mesmo ano, António Reis realizava o seu último filme com Margarida Cordeiro: Rosa de Areia.

## Biografia
Pedro Costa abandona o Curso de História da Faculdade de Letras da Universidade de Lisboa para se dedicar ao cinema. Inicia esta atividade como assistente de realização de Jorge Silva Melo e de João Botelho. A sua obra segue de perto a tradição lançada em Portugal por Manoel de Oliveira e António Campos, a do cinema inspirado no conceito de antropologia visual, tradição amplamente explorada por cineastas como António Reis ou Ricardo Costa, recorrendo com frequência a um género com importante tradição no cinema português, a docuficção.
Realizou, no início dos anos 90, o filme Casa de Lava, rodado em Cabo Verde. Os habitantes dos locais de filmagem entregaram ao realizador um conjunto de cartas para que este as entregasse aos seus familiares em Portugal. Estas cartas conduziram Pedro Costa ao Bairro das Fontainhas e aos seus habitantes, que continua a filmar hoje, largos anos após a demolição do Bairro.
Pedro Costa filma regularmente com pequenas câmaras digitais, inicialmente em mini-DV. O filme No Quarto da Vanda valeu-lhe o Prémio France Culture atribuído ao Cineasta Estrangeiro do Ano, no Festival de Cannes de 2002. Juventude em Marcha (2006) foi um dos filmes candidatos à "Palma de Ouro" (Palme d'Or), o prémio máximo do Festival de Cannes.
Em 2010, a Cinemateca Francesa dedicou uma retrospetiva à obra de Pedro Costa. Em setembro de 2012, no Festival Internacional de Cinema de Split, Pedro Costa foi galardoado com um prémio de carreira. O realizador conta, atualmente, com uma série de premiações no Festival de Cinema de Locarno: em 2014, foi-lhe atribuído o "Leopardo para a Melhor Realização", por referência ao seu filme Cavalo Dinheiro. Em 2019, por sua vez, venceu o prémio máximo do mesmo Festival, o "Leopardo de Ouro" (Pardo d'Oro) pelo filme Vitalina Varela. Foi o segundo realizador português a receber este prémio, depois de José Álvaro Morais pelo filme O Bobo, em 1987. Simultâneamente, Vitalina Varela foi reconhecida com o "Leopardo para Melhor Atriz" pela sua interpretação no filme homónimo.

## Filmografia

### Longas-metragens
- Vitalina Varela (2019)
- Cavalo Dinheiro (2014)
- Ne Change Rien (2009)
- Juventude em Marcha (2006)
- Onde Jaz o Teu Sorriso? (2001)
- No Quarto da Vanda (2000)
- Ossos (1997)
- Casa de Lava (1994)
- O Sangue (1989)

### Curtas-metragens
- Lamento da Vida Jovem (Sweet Exorcist) (2012)
- O Nosso Homem (2010)
- Tarrafal - O Estado do Mundo (2007)
- The Rabbit Hunters - Memories (2007)
- Seis Bagatelas (2003)
- The End of Love Affair (2003)
- É Tudo Invenção Nossa (1984)

## Colaboradores recorrentes

### Frequentes membros de elenco
| Membros de elenco recorrentes (3 ou mais filmes) | Membros de elenco recorrentes (3 ou mais filmes) | Membros de elenco recorrentes (3 ou mais filmes) | Membros de elenco recorrentes (3 ou mais filmes) | Membros de elenco recorrentes (3 ou mais filmes) | Membros de elenco recorrentes (3 ou mais filmes) | Membros de elenco recorrentes (3 ou mais filmes) | Membros de elenco recorrentes (3 ou mais filmes) | Membros de elenco recorrentes (3 ou mais filmes) | Membros de elenco recorrentes (3 ou mais filmes) | Membros de elenco recorrentes (3 ou mais filmes) | Membros de elenco recorrentes (3 ou mais filmes) | Membros de elenco recorrentes (3 ou mais filmes) | Membros de elenco recorrentes (3 ou mais filmes) |
| Intérprete                                       | O Sangue (1990)                                  | Casa de Lava (1994)                              | Ossos (1997)                                     | No Quarto da Vanda (2000)                        | The End of a Love Affair (2003)                  | Juventude em Marcha (2006)                       | Tarrafal (2007)                                  | The Rabbit Hunters (2007)                        | O Nosso Homem (2010)                             | Sweet Exorcist (2012)                            | Cavalo Dinheiro (2014)                           | Vitalina Varela (2019)                           | Total                                            |
| ------------------------------------------------ | ------------------------------------------------ | ------------------------------------------------ | ------------------------------------------------ | ------------------------------------------------ | ------------------------------------------------ | ------------------------------------------------ | ------------------------------------------------ | ------------------------------------------------ | ------------------------------------------------ | ------------------------------------------------ | ------------------------------------------------ | ------------------------------------------------ | ------------------------------------------------ |
| Vanda Duarte                                     |                                                  |                                                  | Yes                                              | Yes                                              |                                                  | Yes                                              |                                                  |                                                  |                                                  |                                                  |                                                  |                                                  | 3                                                |
| Inês de Medeiros                                 | Yes                                              | Yes                                              | Yes                                              |                                                  |                                                  |                                                  |                                                  |                                                  |                                                  |                                                  |                                                  |                                                  | 3                                                |
| António Semedo Moreno                            |                                                  |                                                  |                                                  | Yes                                              |                                                  | Yes                                              |                                                  |                                                  |                                                  |                                                  | Yes                                              |                                                  | 3                                                |
| José Alberto Silva                               |                                                  |                                                  |                                                  |                                                  |                                                  |                                                  | Yes                                              | Yes                                              |                                                  |                                                  | Yes                                              |                                                  | 3                                                |
| Gustavo Sumpta                                   |                                                  |                                                  |                                                  |                                                  | Yes                                              | Yes                                              |                                                  |                                                  |                                                  |                                                  | Yes                                              |                                                  | 3                                                |
| Ventura                                          |                                                  |                                                  |                                                  |                                                  |                                                  | Yes                                              | Yes                                              | Yes                                              | Yes                                              | Yes                                              | Yes                                              | Yes                                              | 7                                                |

### Frequentes membros de equipa técnica
| Membros de equipa técnica recorrentes (3 ou mais filmes) | Membros de equipa técnica recorrentes (3 ou mais filmes) | Membros de equipa técnica recorrentes (3 ou mais filmes) | Membros de equipa técnica recorrentes (3 ou mais filmes) | Membros de equipa técnica recorrentes (3 ou mais filmes) | Membros de equipa técnica recorrentes (3 ou mais filmes) | Membros de equipa técnica recorrentes (3 ou mais filmes) | Membros de equipa técnica recorrentes (3 ou mais filmes) | Membros de equipa técnica recorrentes (3 ou mais filmes) | Membros de equipa técnica recorrentes (3 ou mais filmes) | Membros de equipa técnica recorrentes (3 ou mais filmes) | Membros de equipa técnica recorrentes (3 ou mais filmes) | Membros de equipa técnica recorrentes (3 ou mais filmes) | Membros de equipa técnica recorrentes (3 ou mais filmes) | Membros de equipa técnica recorrentes (3 ou mais filmes) | Membros de equipa técnica recorrentes (3 ou mais filmes) | Membros de equipa técnica recorrentes (3 ou mais filmes) | Membros de equipa técnica recorrentes (3 ou mais filmes) |
| Técnico                                                  | O Sangue (1990)                                          | Casa de Lava (1994)                                      | Ossos (1997)                                             | No Quarto da Vanda (2000)                                | 6 Bagatelas (2001)                                       | Onde Jaz o Teu Sorriso? (2001)                           | The End of a Love Affair (2003)                          | Ne Change Rien (2005)                                    | Juventude em Marcha (2006)                               | Tarrafal (2007)                                          | The Rabbit Hunters (2007)                                | Ne Change Rien (2009)                                    | O Nosso Homem (2010)                                     | Sweet Exorcist (2012)                                    | Cavalo Dinheiro (2014)                                   | Vitalina Varela (2019)                                   | Total                                                    |
| -------------------------------------------------------- | -------------------------------------------------------- | -------------------------------------------------------- | -------------------------------------------------------- | -------------------------------------------------------- | -------------------------------------------------------- | -------------------------------------------------------- | -------------------------------------------------------- | -------------------------------------------------------- | -------------------------------------------------------- | -------------------------------------------------------- | -------------------------------------------------------- | -------------------------------------------------------- | -------------------------------------------------------- | -------------------------------------------------------- | -------------------------------------------------------- | -------------------------------------------------------- | -------------------------------------------------------- |
| Dominique Auvray (Edição)                                |                                                          | Yes                                                      |                                                          | Yes                                                      | Yes                                                      | Yes                                                      |                                                          |                                                          |                                                          |                                                          |                                                          |                                                          |                                                          |                                                          |                                                          |                                                          | 4                                                        |
| Olivier Blanc (Som)                                      |                                                          |                                                          |                                                          |                                                          |                                                          |                                                          |                                                          |                                                          | Yes                                                      | Yes                                                      | Yes                                                      | Yes                                                      | Yes                                                      | Yes                                                      | Yes                                                      |                                                          | 7                                                        |
| João Dias (Edição)                                       |                                                          |                                                          |                                                          |                                                          |                                                          |                                                          |                                                          |                                                          |                                                          |                                                          |                                                          |                                                          |                                                          | Yes                                                      | Yes                                                      | Yes                                                      | 3                                                        |
| Gonçalo Ferreira (Colorista)                             |                                                          |                                                          |                                                          |                                                          |                                                          |                                                          |                                                          |                                                          |                                                          |                                                          |                                                          | Yes                                                      |                                                          | Yes                                                      | Yes                                                      | Yes                                                      | 4                                                        |
| Hugo Leitão (Mistura de som)                             |                                                          |                                                          |                                                          |                                                          |                                                          |                                                          |                                                          |                                                          |                                                          | Yes                                                      |                                                          |                                                          |                                                          | Yes                                                      | Yes                                                      | Yes                                                      | 4                                                        |
| Irma Lucia (Efeitos visuais)                             |                                                          |                                                          |                                                          |                                                          |                                                          |                                                          |                                                          |                                                          | Yes                                                      |                                                          |                                                          |                                                          | Yes                                                      | Yes                                                      | Yes                                                      | Yes                                                      | 5                                                        |
| Pedro Filipe Marques (Edição)                            |                                                          |                                                          |                                                          | Yes                                                      |                                                          |                                                          |                                                          | Yes                                                      | Yes                                                      |                                                          |                                                          |                                                          |                                                          |                                                          |                                                          |                                                          | 3                                                        |
| Pedro Melo (Som)                                         |                                                          | Yes                                                      | Yes                                                      | Yes                                                      |                                                          |                                                          |                                                          |                                                          |                                                          |                                                          |                                                          |                                                          |                                                          |                                                          |                                                          |                                                          | 3                                                        |
| Branko Neskov (Mistura de som)                           |                                                          |                                                          |                                                          |                                                          | Yes                                                      | Yes                                                      |                                                          |                                                          |                                                          | Yes                                                      |                                                          |                                                          |                                                          | Yes                                                      | Yes                                                      |                                                          | 5                                                        |
| Vasco Pedroso (Som)                                      |                                                          |                                                          |                                                          |                                                          |                                                          |                                                          |                                                          |                                                          |                                                          | Yes                                                      |                                                          | Yes                                                      |                                                          |                                                          | Yes                                                      |                                                          | 3                                                        |
| Abel Ribeiro Chaves (Produção)                           |                                                          |                                                          |                                                          |                                                          |                                                          |                                                          |                                                          |                                                          |                                                          |                                                          |                                                          | Yes                                                      | Yes                                                      | Yes                                                      | Yes                                                      | Yes                                                      | 5                                                        |
| Gérard Rousseau (Mistura de som)                         | Yes                                                      | Yes                                                      | Yes                                                      |                                                          |                                                          |                                                          |                                                          |                                                          |                                                          |                                                          |                                                          |                                                          |                                                          |                                                          |                                                          |                                                          | 3                                                        |
| Patrícia Saramago (Edição)                               |                                                          |                                                          |                                                          | Yes                                                      | Yes                                                      | Yes                                                      | Yes                                                      |                                                          |                                                          |                                                          |                                                          | Yes                                                      |                                                          |                                                          |                                                          |                                                          | 5                                                        |
| Leonardo Simões (Cinematografia)                         |                                                          |                                                          |                                                          |                                                          |                                                          | Yes                                                      |                                                          |                                                          | Yes                                                      |                                                          |                                                          |                                                          |                                                          | Yes                                                      | Yes                                                      | Yes                                                      | 5                                                        |
| Francisco Villa-Lobos (Produção)                         |                                                          |                                                          |                                                          | Yes                                                      |                                                          | Yes                                                      |                                                          | Yes                                                      | Yes                                                      |                                                          |                                                          |                                                          |                                                          |                                                          |                                                          |                                                          | 4                                                        |